# Aeródromo de El Castaño
El Aeródromo de El Castaño, (OACI: LECT) es un aeródromo privado español situado en el municipio de Luciana (Ciudad Real). El aeródromo es gestionado por la sociedad Agropecuaria El Castaño.
El aeródromo tiene una pista de aterrizaje de asfalto.